# Sobral de Monte Agraço
Sobral de Monte Agraço ist eine Kleinstadt (Vila) in Portugal.

## Geschichte
Die erste Erwähnung des Ortes findet sich in der Schenkungsurkunde des Königs D.Sancho I., der das Gebiet von Soveral am 1. Oktober 1186 dem Bischof von Évora, D.Paio gab. Im Laufe der Zeit entwickelte sich eine bevölkerungsreiche Ortschaft am Monte Agraço (dt.: Berg Agraço), nahe der Kirche Igreja de São Salvador und dem Rathaus gelegen.
König D.João I. belohnte mit einigen Privilegien im Jahr 1386 die Loyalität des Ortes in der  Revolution 1383, mit der die Unabhängigkeit des Königreichs Portugal gesichert wurde. König D.Manuel I. gab Monte Agraço 1518 Stadtrechte.
Im Gebiet von Sobral de Monte Agraço errichtete General Wellington im Jahr 1810 einige seiner Festungsanlagen der Linien von Torres Vedras, einer Verteidigungslinie gegen die Napoleonischen Invasionen. Ein eigenständiger Kreis wurde Sobral de Monte Agraço 1821. Im Verlauf der Verwaltungsreformen nach der Liberalen Revolution 1822 wurde der Kreis 1832 aufgelöst, und 1836 wieder hergestellt. 1887 wurde er mit Arruda dos Vinhos zusammengeführt und war Sitz des neuen Kreises, um seit 1898 wieder losgelöst und eigenständig zu sein.

## Verwaltung

### Der Kreis
| Wappen des Kreises Sobral de Monte Agraço | Sobral de Monte Agraço ist Verwaltungssitz eines gleichnamigen Kreises (Concelho) im Distrikt Lissabon. Am 19. April 2021 hatte der Kreis 10.540 Einwohner auf einer Fläche von 52,1 km². |

Die Nachbarkreise sind (im Uhrzeigersinn im Norden beginnend): Torres Vedras, Alenquer, Arruda dos Vinhos sowie Mafra.
Die folgenden Gemeinden (Freguesias) liegen im Kreis Sobral de Monte Agraço:

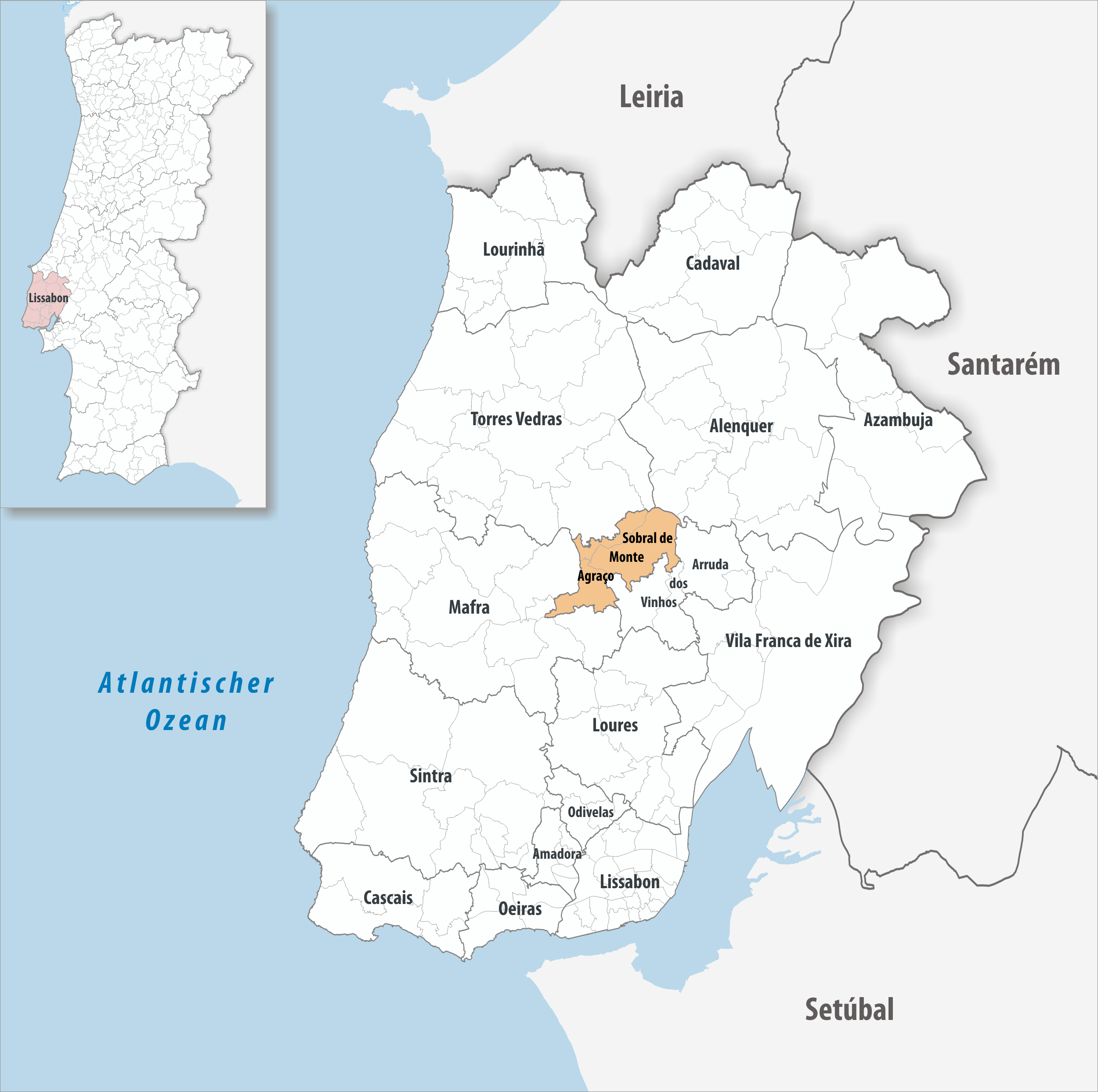
Kreis Sobral de Monte Agraço

| Gemeinde                     | Einwohner (2021) | Fläche km² | Dichte Einw./km² | LAU- Code |
| ---------------------------- | ---------------- | ---------- | ---------------- | --------- |
| Santo Quintino               | 3.767            | 29,00      | 130              | 111201    |
| Sapataria                    | 3.288            | 14,40      | 228              | 111202    |
| Sobral de Monte Agraço       | 3.485            | 8,70       | 401              | 111203    |
| Kreis Sobral de Monte Agraço | 10.540           | 52,10      | 202              | 1112      |

### Bevölkerungswachstum
| Einwohnerzahl im Kreis Sobral de Monte Agraço (1801–2011) | Einwohnerzahl im Kreis Sobral de Monte Agraço (1801–2011) | Einwohnerzahl im Kreis Sobral de Monte Agraço (1801–2011) | Einwohnerzahl im Kreis Sobral de Monte Agraço (1801–2011) | Einwohnerzahl im Kreis Sobral de Monte Agraço (1801–2011) | Einwohnerzahl im Kreis Sobral de Monte Agraço (1801–2011) | Einwohnerzahl im Kreis Sobral de Monte Agraço (1801–2011) | Einwohnerzahl im Kreis Sobral de Monte Agraço (1801–2011) | Einwohnerzahl im Kreis Sobral de Monte Agraço (1801–2011) | Einwohnerzahl im Kreis Sobral de Monte Agraço (1801–2011) |
| --------------------------------------------------------- | --------------------------------------------------------- | --------------------------------------------------------- | --------------------------------------------------------- | --------------------------------------------------------- | --------------------------------------------------------- | --------------------------------------------------------- | --------------------------------------------------------- | --------------------------------------------------------- | --------------------------------------------------------- |
| 1801                                                      | 1849                                                      | 1900                                                      | 1930                                                      | 1960                                                      | 1981                                                      | 1991                                                      | 2001                                                      | 2011                                                      |                                                           |
| 952                                                       | 3921                                                      | 5747                                                      | 6845                                                      | 7744                                                      | 7863                                                      | 7245                                                      | 8927                                                      | 10158                                                     |                                                           |

### Kommunaler Feiertag
- Christi Himmelfahrt

## Verkehr
Mit Pero Negro und Sapataria liegen zwei Haltepunkte der Eisenbahnstrecke Linha do Oeste im Kreisgebiet, jedoch verfügt das etwa 5 km östlich des Bahnhofs Pero Negro liegende Sobral de Monte Agraço über keinen eigenen Bahnhof.
Die Autobahn A8 ist etwa 8 km entfernt, mit der nächsten Auffahrt Nr. 8 (Enxara do Bispo). Die Nationalstraße N248 passiert den Ort und verbindet ihn mit dem 18 km nordöstlich liegenden Torres Vedras und dem 10 km südöstlich liegenden Arruda dos Vinhos.
Der Öffentliche Personennahverkehr wird durch Linien privater Busunternehmen betrieben.

## Söhne und Töchter der Stadt
- José António Freire Sobral (1840–1905), Großgrundbesitzer in São Tomé und Príncipe, Großvater des Künstlers Almada Negreiros
- Trovão Lucas (1907–1993), Architekt v. a. in Luanda und Lissabon, u. a. die Hauptverwaltung der Caixa Geral de Depósitos
- Pedro Caldeira (* 1950), bekannt gewordener Anlageberater und Börsenmakler
- Joaquim Cruz (* 1979), Politiker
- Fábio Silvestre (* 1990), Radrennfahrer